# Josh Dun
Joshua William Dun, més conegut com a Josh Dun   (Columbus, 18 de juny de 1988) és un músic estatunidenc. És reconegut per ser el bateria del duo musical Twenty One Pilots, que forma juntament amb Tyler Joseph, però també ha col·laborat amb altres artistes. El duet ha estat nominat a sis premis Grammy, dels quals n'ha guanyat un.

## Discografia

### Àlbums

#### amb House of Heroes
- Suburba (2010)[a]

#### amb Twenty One Pilots
- Regional at Best (2011)[b]
- Vessel (2013)
- Blurryface (2015)
- Trench (2018)
- Scaled and Icy (2021)
- Clancy (2024)

### amb altres artistes
| Any  | Cançó                    | Àlbum                                  | Artista                | Notes                                                                                          |
| ---- | ------------------------ | -------------------------------------- | ---------------------- | ---------------------------------------------------------------------------------------------- |
| 2016 | "Midnight Heart"         | x Infinity                             | George Watsky          | Dun fa un cameo al videoclip.                                                                  |
| 2017 | "Savage" "Almost Had Me" | Skin and Earth                         | Lights                 |                                                                                                |
| 2017 | "Orthodontist Girl"      | The Knife                              | Goldfinger             |                                                                                                |
| 2018 |                          | A Picture Perfect Hollywood Heartbreak | Zach Callison          | Dun toca la bateria en totes les cançons de l'àlbum.                                           |
| 2020 | "Dark Times"             | I'd Rather Die Than Let You In         | The Hunna              |                                                                                                |
| 2020 | "Happy Face"             | 33                                     | Jagwar Twin            | La cançó es va publicar el 21 de desembre de 2020 i compta amb Dun a la bateria i la trompeta. |
| 2020 | "The MegaMix Drum Cover" |                                        | Josh Dun, Matt McGuire |                                                                                                |
| 2022 | "In My Head"             | Pep                                    | Lights                 | La cançó es va estrenar en març.                                                               |
| 2023 | "Great Time to Be Human" |                                        | Jagwar Twin            |                                                                                                |